# کهن‌جامان
کُهَن‌جامان (Archaeocyatha یا archaeocyathids) ارگانیزم‌ها دریایی ناجنبنده و آب‌سنگ‌سازی بودند که در اوایل دوره کامبرین در آب‌های گرمسیری و نیمه‌گرمسیری می‌زیستند. آن‌ها نخستین جانوران آب‌سنگ‌ساز جهان بودند.
باور بر این است که خاستگاه اصلی کهن‌جامان سیبری خاوری بوده‌است جایی که بر پایه آثار سنگواره‌ای، این جانداران در آغاز عصر تاموتین در دوره کامبرین یعنی ۵۲۵ میلیون سال پیش در آن زندگی می‌کرده‌اند. حضور آن‌ها در دیگر نقاط جهان بسیار دیرتر یعنی در عصر آتدابانین روی داد و کهن‌جامان از آن پس به بیش از صد خانواده تقسیم شدند.